# Герб на Кралево
Гербът на Кралево е отражение като хералдически знак на историята и забележителностите на този град и край, известен и със старите си имена на града — Карановац и Рудо поле, а областта — с името Рашка.
На герба на града са изобразени седем златни кралски корони, символизиращи коронясвянето на общо седем крале в близкия манастир Жича, над които е изобразен сокола символизиращ Шумадия:
1. Стефан Първовенчани
2. Стефан Радослав
3. Стефан Владислав
4. Стефан Урош I
5. Стефан Драгутин
6. Стефан Милутин
7. Стефан Дечански